# عبد الرحمن العوسي
عبد الرحمن بن جمال بن عبد الرحمن العوسي هوَ مُعلم وإمام مَسجد الإخلاص بمدينة الخبر بِحي الكورنيش في المملكة العربية السُعودية وَمُجاز برواية حفص عن عاصم، وَلدَ في 5 مايو 1980. ظَهرت شُهرة واسعة للقارئ عبد الرَحمن العوسي على مواقع التواصل الاجتماعي بعد نَشر فيديو لهُ أثناء صلاة التراويح في مسجد علي بن أبي طالب في مدينة الإحساء عام 1436هـ.

## وصلات خارجية
- صفحته على موقع طريق الإسلام